# Vera Zorina
Vera Zorina, pseudonimo di Eva Brigitta Hartwig (Berlino, 2 gennaio 1917 – Santa Fe, 9 aprile 2003), è stata una ballerina e attrice tedesca naturalizzata statunitense.

## Biografia
Nata nel 1917 a Berlino, suo padre Fritz Hartwig (un cattolico non praticante tedesco) e sua madre Abigail Johanne Wimpelmann (luterana norvegese) erano cantanti professionisti. La giovane Eva crebbe a Kristiansund, una cittadina sulla costa norvegese dove debuttò come ballerina al "Festiviteten", il più antico teatro dell'opera norvegese. Studiò invece in un collegio per ragazze a Berlino dove ebbe come maestri di danza 
Olga Preobrajenska e Nicholas Legat.
All'età di 12 anni venne presentata a Max Reinhardt che la scritturò per due opere: Sogno di una notte di mezza estate e I racconti di Hoffman. Nel 1933, dopo essersi esibita a Londra, fu invitata a unirsi al Ballet Russe de Monte Carlo e in questa occasione usò per la prima volta il nome d'arte Vera Zorina. Tornata a Londra venne notata in un musical dal produttore americano Samuel Goldwyn che le propose un contratto di sette anni a Hollywood.
Dal 1938 al 1946 apparve principalmente in film musicali, ma in alcune occasioni diede prova delle sue capacità nella recitazione. Scelta per il ruolo di protagonista del film Per chi suona la campana (1943), in accordo con la produzione abbandonò il set subito dopo l'inizio delle riprese. La durata del suo contratto corrispose con la durata del suo primo matrimonio con il coreografo George Balanchine, che  collaborò anche ai film in cui lei partecipava.
Terminata l'avventura cinematografica tornò al teatro dove interpretò molte volte il balletto Giovanna d'Arco al rogo, che portò in tournée anche in Europa. Nel 1946 sposò il suo secondo marito Goddard Lieberson, presidente della Columbia Records, dal quale ebbe due figli.
Negli anni settanta venne nominata direttrice del "Den Norske Opera & Ballet". Rimasta vedova nel 1977, si risposò nel 1991 con il musicista Paul Wolfe. Nel 1986 completò la sua autobiografia intitolata "Zorina". Morì nel 2003 all'età di 86 anni per cause naturali.

## Filmografia  parziale
- Follie di Hollywood (The Goldwyn Follies), regia di George Marshall (1938)
- Il Re della Louisiana (Louisiana Purchase), regia di Irving Cummings (1941)
- La nave della morte (Follow the Boys), regia di A. Edward Sutherland (1944)
- Scandalo in famiglia (Lover Come Back), regia di William A. Seiter (1946)